# Kościół św. Marii Magdaleny w Nowej Cerkwi
Kościół św. Marii Magdaleny w Nowej Cerkwi – rzymskokatolicki kościół parafialny w Nowej Cerkwi, w powiecie chojnickim, w województwie pomorskim.

## Historia i architektura
Pierwsza wzmianka o parafii w Nowej Cerkwi pojawia się w wykazie danin rzymskich z 1398, a o kościele w dokumentach wizytacyjnych z 1653. W 1744 zbudowano tu drugi (drewniany) kościół, zmodernizowany w 1763. W początku XIX wieku rozpoczęto budowę następnej świątyni (z muru pruskiego). W latach 1911–1913 wybudowano obecny, murowany kościół. Dzwony odlano w 1952 (spiżowy) i 1958 (dwa stalowe). Część wyposażenia pochodzi z obiektów wcześniejszych, m.in. barokowy ołtarz z obrazami z XVIII wieku. W kruchcie tablica pamiątkowa z 55 nazwiskami parafian - ofiar nazizmu, w tym sługi bożego ks. Józefa Mańkowskiego.

## Otoczenie
Przy kościele posadzono w 2014 dąb papieski upamiętniający kanonizację Jana Pawła II. Znajdują się tu także groby miejscowych księży:
- ks. Józefa Lemańczyka (1908-1984) - lokalnego proboszcza,
- ks. Józefa Mańkowskiego (1895-1939) - sługi bożego, lokalnego proboszcza, zamordowanego przez nazistów w Dolinie Śmierci koło Chojnic,
- ks. Stefana Mejera (1944-1994) - lokalnego proboszcza w latach 1984-1994,
- ks. Ignacego Stryszyka (1899-1963) - administratora tutejszej parafii, kapelana wojskowego, tajnego szambelana papieskiego[3].

## Architektura budynku
Powstały kościół to budynek, który wzniesiony jest na planie prostokąta. Od wschodu obiektu znajduje się prezbiterium, które zostało zbudowane na planie połowy ośmioboku, natomiast od zachodu można dostrzec wieżę wtopioną w budynek kościoła do połowy jej grubości. Ta z kolei jest położona na planie kwadratu. Na wieży zauważyć można ośmioboczny hełm oraz ażurową latarnię zwieńczoną iglicą i krzyżem. Kościół zbudowany został na kamiennych fundamentach oraz zaprawie cementowej. Dach jest pokryty dachówką, a kolor budynku jest jasnoszary. Wnętrze budynku zdobione zostało polichromiami figuralnymi i roślinnymi. Kościół jest zapisany w rejestrze zabytków od 1997.

## Galeria

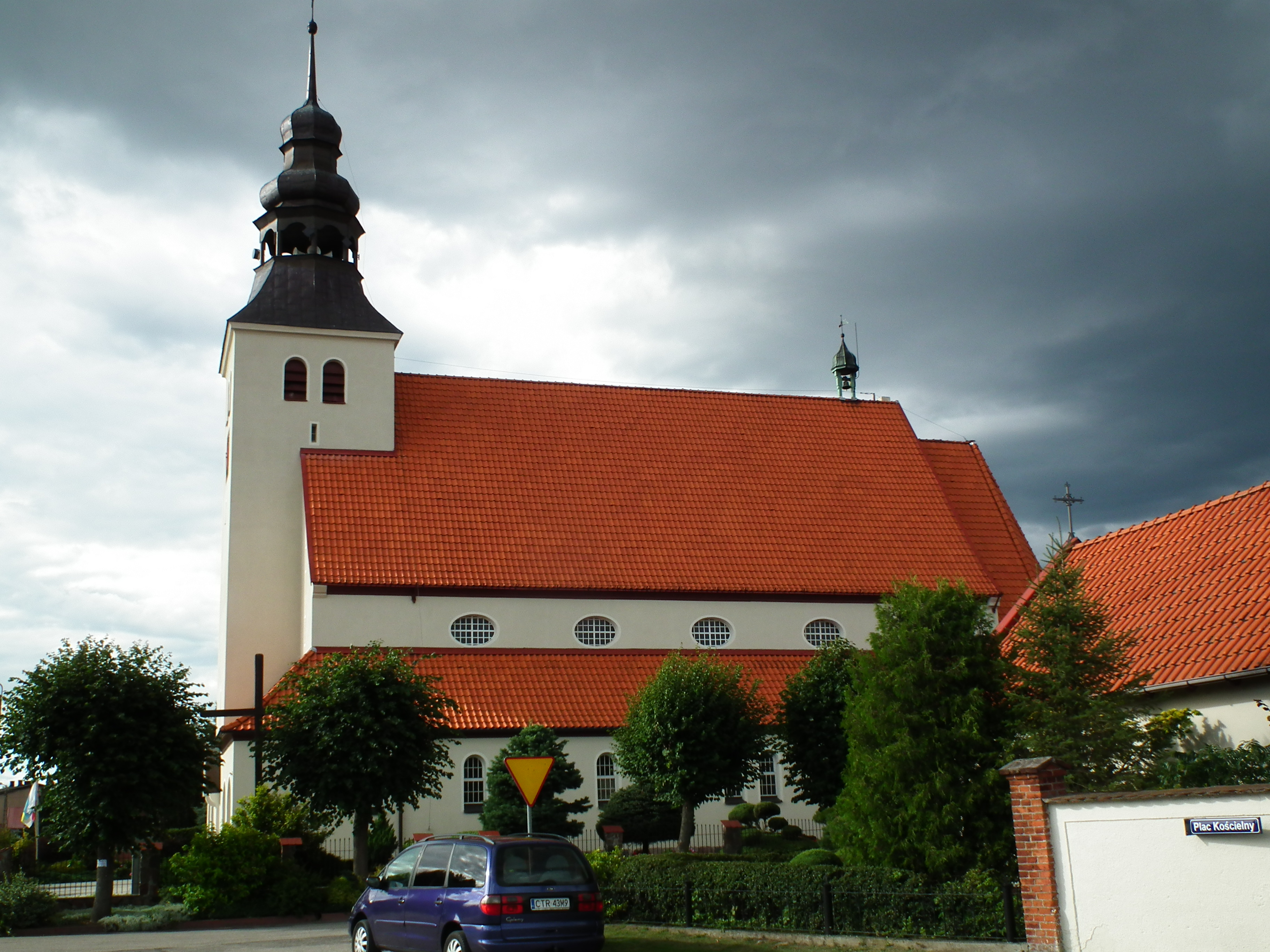
Elewacja boczna
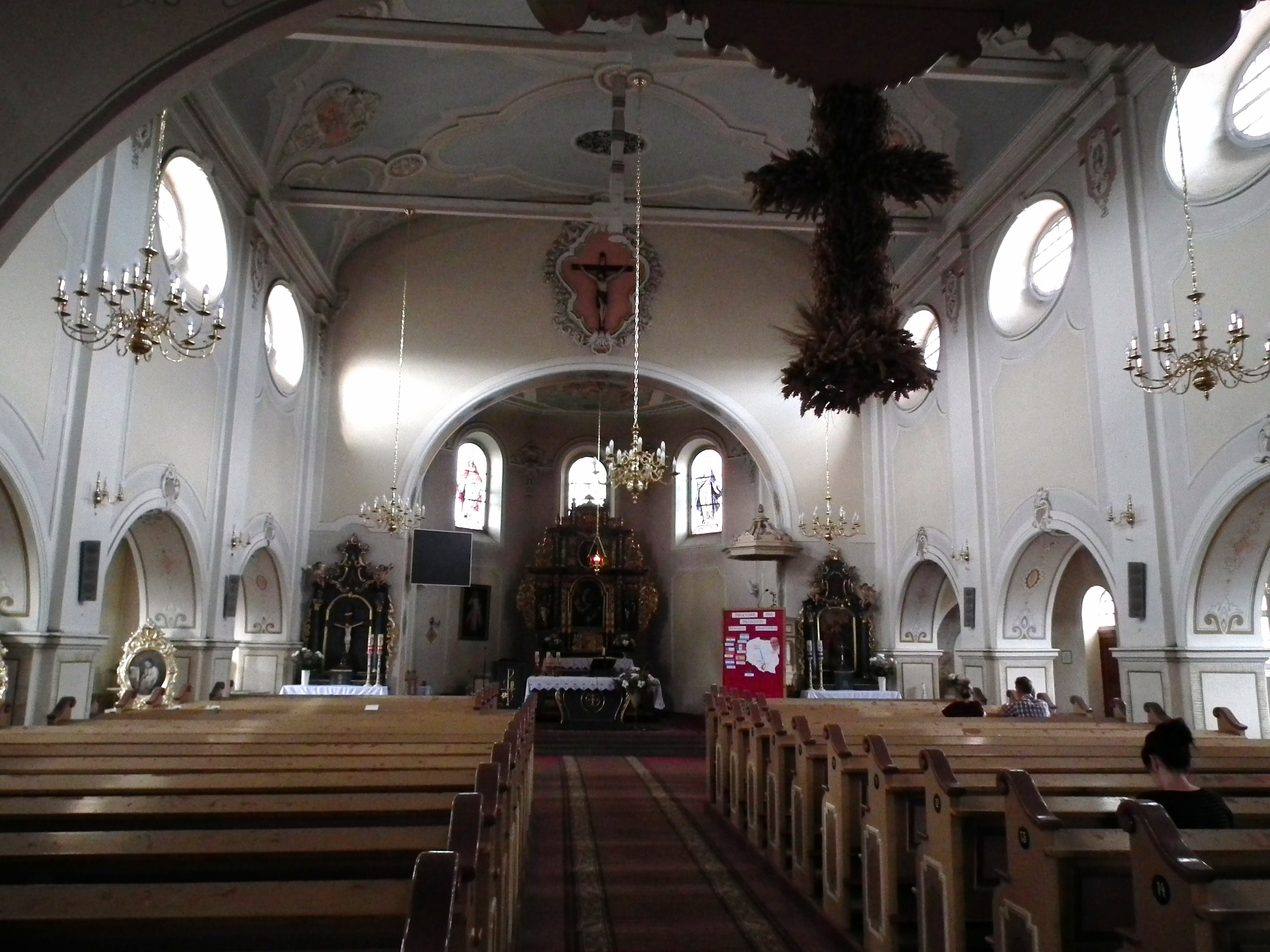
Wnętrze
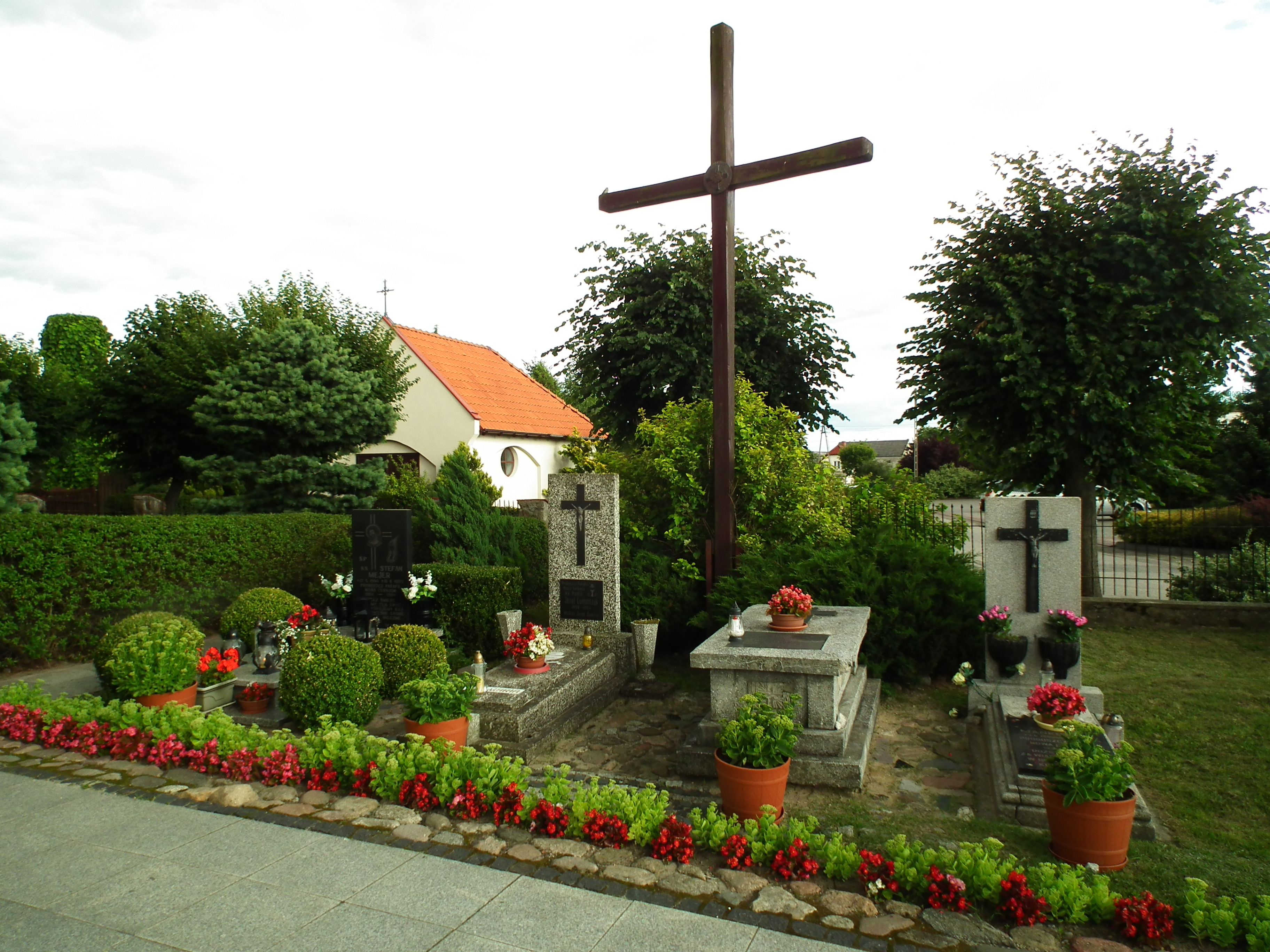
Groby księży